# The Ramp
The Ramp (englisch für Die Rampe) ist ein 800 m langer, 50 m hoher und felsiger Steilhang auf der antarktischen Ross-Insel. Er liegt 800 m landeinwärts des Kap Evans. 
Seinen deskriptiven Namen erhielt er durch Teilnehmer der Terra-Nova-Expedition (1910–1913) unter der Leitung des britischen Polarforschers Robert Falcon Scott.